# مارك مبوا
مارك مبوا (بالفرنسية: Marc Mboua)‏ (26 فبراير 1987 الكاميرون - ) هو لاعب كرة قدم كاميروني، يلعب كلاعب وسط.

## وصلات خارجية
مارك مبوا على موقع الاتحاد الدولي (مؤرشف)  (الإنجليزية)
- مارك مبوا على موقع قاعدة بيانات كرة القدم.إي يو (الإنجليزية)
- مارك مبوا على موقع Soccerway.com (الإنجليزية)
- مارك مبوا على موقع أوليمبيديا (الإنجليزية)